# Estialescq
 Estialescq   es una población y comuna francesa, en la región de Aquitania, departamento de Pirineos Atlánticos, en el distrito de Oloron-Sainte-Marie y cantón de Lasseube.
Está situado parte en parte en la pendiente de una colina, a la derecha del río Auronce. Se sitúa a 26 km de Pau y a 7 km de Oloron-Sainte-Marie. 

## Toponimia
El nombre tradicional gascón es Estialesc, escrito también Estialés.

## Demografía
El municipio de Estialescq cuenta con 260 habitantes según el censo de población de 2019. 
| 335 | 307 | 341 | 366 | 360 | 360 | 387 | 370 | 360 | 335 | 352 | 261 | 336 | 337 | 370 | 378 | 350 | 310 | 284 | 286 | 251 | 262 | 249 | 238 | 190 | 249 | 209 | 206 | 175 | 203 | 224 | 255 | 246 |
| Para los censos de 1962 a 1999 la población legal corresponde a la población sin duplicidades (Fuente: INSEE [Consultar]) |     |     |     |     |     |     |     |     |     |     |     |     |     |     |     |     |     |     |     |     |     |     |     |     |     |     |     |     |     |     |     |     |

## Economía
El municipio pertenece a las zonas Appellation d'origine contrôlée del vino de Jurançon y Béarn.  
La economía se basa en el sector agrario. Estialescq pertenece también a la zona AOC del queso Ossau-Iraty.

## Servicios
El municipio cuenta con una escuela de educación primaria y una oficina municipal de correos. 

## Patrimonio religioso
La iglesia Saint-Vincent-Diacre fue edificiada en 1852 y se caracteriza por su color azul.  

## Deportes
Estialescq cuenta con instalaciones deportivas : terreno futbol, cancha de tenis, frontón de pelota vasca. 
Estialescq se sitúa en el Camino de Arlés del Camino de Santiago. 